# Triflorensia australis
Triflorensia australis là một loài thực vật có hoa trong họ Thiến thảo. Loài này được (Benth.) S.T.Reynolds mô tả khoa học đầu tiên năm 2005.